# Алексий Зографски
Алексий Зографски с мирско име Алексей Стефанов е български възрожденец, просветен и църковен деец от Македония.

## Биография
Алексий Зографски е роден в дебърското село Райчица, тогава в Османската империя. Известно време учи в Зографския манастир, откъдето получава прякора си. Работи като учител първо в Дойран между 1856 и 1858 година, в Кукуш през 1859 година и Сяр през 1860 година, а след това към църковната община във Велес (1866). Става известен със своите беседи, които провежда на празниците, посветени на солунските братя Кирил и Методий и техните ученици. От 1867 година във Велес започва отбелязването на техните празници като народни празници именно с беседите на Алексий Зографски. След 1868 година преподава в Тиквешко, от 1869 година в Прилеп, а от 1881 година е условен за учител в Тетово, но отива да преподава във Ваташа. В 1882 – 1883 година е учител в Тетово и участва във възстановяването на българската община.
По-късно се установява в София, България и преустановява учителската си дейност.